# F. Percy Smith
Frank Percy Smith (ngày 12 tháng 1 năm 1880 – 24 tháng 3 năm 1945) là một nhà tự nhiên học và nhà làm phim tài liệu thiên nhiên tiên phong người Anh. Ông làm việc cho Charles Urban, nơi ông đi tiên phong trong việc sử dụng nhiếp ảnh thời gian trôi và microcinematography.

## Tiểu sử
Được biết đến với tên Percy Smith, ông là con trai của Francis David Smith (1854-1918) và Ada (nhũ danh Blaker - sinh năm 1856). Năm 1907, ông kết hôn với Kate Louise Ustonson (1881-1959). Ông bắt đầu chụp ảnh thế giới tự nhiên xung quanh mình khi làm thư ký cho Hội đồng Giáo dục Anh, nhưng anh muốn khai thác khả năng giáo dục của phim bị kìm hãm cho đến khi bức ảnh chụp cận cảnh lưỡi của chú chim cánh cụt thu hút sự chú ý của nhà sản xuất phim Charles Urban. Smith sau đó đã thực hiện To Demonstrate How Spiders Fly (1909) và The Acrobatic Fly (1910) trước khi gia nhập Charles Urban để làm việc toàn thời gian. Ông đã đạo diễn hơn năm mươi bộ phim thiên nhiên cho loạt phim Urban Sciences, bao gồm bộ phim stop-motion tiên phong The Birth of a Flower (1910), trước khi Chiến tranh thế giới thứ nhất bùng nổ.
Trong Chiến tranh thế giới thứ nhất từ 1916 đến 1918, Smith phục vụ trong Hải quân Hoàng gia với tư cách là một nhiếp ảnh gia hải quân, chụp cảnh trên không chiến trường cho các lực lượng Anh, và thực hiện một loạt phim mô tả các trận chiến qua bản đồ hoạt hình, bao gồm Fight for the Dardanelles (1915).
Sau chiến tranh, ông làm việc cho British Instructional Films về loạt phim Bí mật tự nhiên bắt đầu từ năm 1922 và thực hiện bộ phim hài The Bedtime Stories of Archie the Ant (1925). Ông tiếp tục làm việc cho BIF vào những năm 30 trong loạt phim Secrets of Life được đổi tên, giao việc đạo diễn cho các bộ phim bao gồm Magic Myxies và The World in a Wine-Glass (1931) cho các đồng nghiệp Mary Field và HR Hewer, trong khi ông tập trung vào việc chụp ảnh.
Ông qua đời tại nhà riêng ở Southgate, London, vào ngày 24 tháng 3 năm 1945. Cái chết của ông được ghi nhận là tự tử do ngộ độc khí than và là tin tức trên trang nhất trong tờ báo lá cải của Anh. Trong di chúc của mình, ông để lại £3203 2s 6d.
Một bộ phim của ông đã được phát hành trên DVD do Viện phim Anh phát hành.
Một bộ phim tài liệu của BBC đã vẽ sơ đồ công việc của Smith và cố gắng sáng tạo lại "The Acrobatic Fly" của ông đã được trình chiếu vào năm 2013.